# Fernando Seara
Fernando Jorge de Loureiro de Roboredo Seara ComIH (Viseu, Cavernães, 1 de abril de 1956) é um advogado e político português.

## Família
Fernando Seara é filho de Maximiano Ribeiro Seara (Viseu, Cavernães, 19 de Fevereiro de 1919 - 14 de Junho de 2012), advogado, e de sua mulher Maria Arminda de Loureiro de Roboredo, e é irmão de Isabel Maria de Loureiro de Roboredo Seara, casada com Carlos Manuel Engrácia Monteiro Simões.

## Biografia
Estudou no Colégio Militar, no Liceu Nacional de Viseu e na Faculdade de Direito da Universidade de Lisboa, tendo sido interno no Colégio Universitário Pio XII, em Lisboa.
Advogado, é sócio da sociedade de advogados Correia, Seara, Caldas & Associados. Também coordenou o Departamento Jurídico da Associação Nacional de Empreiteiros e Obras Públicas e dirigiu o Departamento Jurídico da Sociedade Mota & Companhia (actual Mota-Engil). Além de advogado, lecionou como assistente do Instituto Superior de Ciências Sociais e Políticas da Universidade Técnica de Lisboa e, como professor auxiliar convidado, na Universidade Internacional e na Universidade Lusíada de Lisboa. Foi ainda chefe de gabinete do Ministro da Educação.
Militante destacado do Partido do Centro Democrático Social, chegou a secretário-geral desta estrutura, na liderança de Adriano Moreira. Quando este abandonou o CDS, sendo substituído por Diogo Freitas do Amaral (que regressava à liderança do partido), Fernando Seara saiu também.
Acabaria por aderir ao Partido Social Democrata, que o elegeu deputado à Assembleia da República, em 1995, e presidente da Câmara Municipal de Sintra, em 2001
Desempenhou os cargos de presidente do Conselho Superior do Desporto, membro da Alta Autoridade para a Comunicação Social e presidente do Conselho de Opinião da Radiotelevisão Portuguesa.
É presença habitual em programas televisivos sobre futebol, sendo adepto conhecido do Benfica. Foi comentador desportivo nos programas Jogo Falado, na RTP, e Prolongamento, na TVI24. Em 2010 ponderou candidatar-se a presidente da Federação Portuguesa de Futebol.
A 30 de Janeiro de 2006 foi feito Comendador da Ordem do Infante D. Henrique.
Foi candidato, pela coligação PSD/CDS-PP/MPT, à Presidência da Câmara Municipal de Lisboa, eleições autárquicas de 2013. Em Março de 2013, o Tribunal Cível de Lisboa, depois de uma acção apresentada pelo movimento cívico Revolução Branca decidiu que Fernando Seara não pode candidatar-se nas eleições autárquicas deste ano. O movimento apresentou oito acções populares para impedir candidaturas de autarcas que já cumpriram três mandatos num município e agora querem candidar-se noutro concelho. A decisão do Tribunal Cível é passível de recurso. Após decisão do Tribunal Constitucional no sentido duma interpretação restritiva da Lei da Limitação de Mandatos, manteve-se na corrida, tendo sido derrotado por António Costa nas Eleições Autárquicas de 29 de Setembro de 2013, tendo sido, todavia, eleito Vereador.
Foi candidato a Presidente da Liga Portuguesa de Futebol Profissional, mas a sua lista, a par doutra, foi considerada nula pelo Conselho de Justiça da Federação Portuguesa de Futebol embora, em apelo posterior, essas mesmas candidaturas tenham voltado a ser consideradas válidas, obrigando a uma nova eleição. Apesar disso, não se recandidatou.
Fernando Seara foi o comentador desportivo mais bem pago da TVI, quando fazia parte do painel do Prolongamento, até ao fim da temporada de futebol 2014/2015, tendo um vencimento mensal bruto de 6250€00 euros.

## Casamentos e descendência
Tem um filho, do seu primeiro casamento com Inês [...] Martins, de seu nome Alexandre Fernando Martins de Roboredo Seara (Lisboa, 10 de Abril de 1984).
Foi casado com a jornalista Judite Sousa até julho de 2013.
Em Outubro de 2014, casou-se com Ana Isabel Duarte, que foi vereadora no seu último mandato (2009-2013) enquanto Presidente da Câmara Municipal de Sintra.